# Kasztelórizo
Kasztelórizo (görög betűkkel Καστελλόριζο, olaszul Castelrosso, törökül Meis) avagy ókori nevén Megiszté a Dodekanészoszhoz tartozó görög sziget az ország keleti szélén. Az Égei-tengerben, az egykori Lükia déli szélén, a török partok mellett fekszik, Anatóliától két kilométerre délre. Szomszédjában két kicsi görög sziget található: nyugatra Ro, keletre Sztrongili, utóbbi Görögország legkeletibb szigetecskéje. A sziget a város feletti dombra, vörös kőből épített johannita erődről kapta a nevétː az olasz Castelrosso jelentése vörös kastély.
Az ókori Megiszté rendkívül jelentős és sűrűn lakott kereskedelmi és hajózási központ volt, amely később elnéptelenedett. A johannita erődítményen kívül híres a várostól másfél órás hajóútra található Kék-barlang (Tripa tu Praszta), amelynek méretei meghaladják a híres Capri-szigeti Kék-barlangét. A látnivalók közé tartoznak a részben antik kövek felhasználásával épült bizánci templomok.

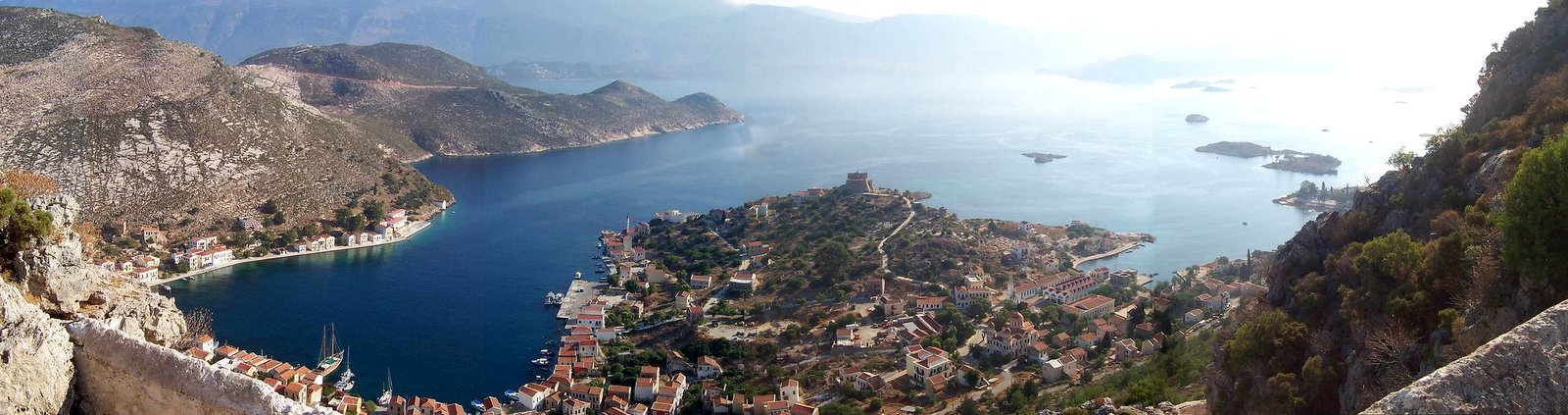
Panorámakép a szigetről

## Galéria

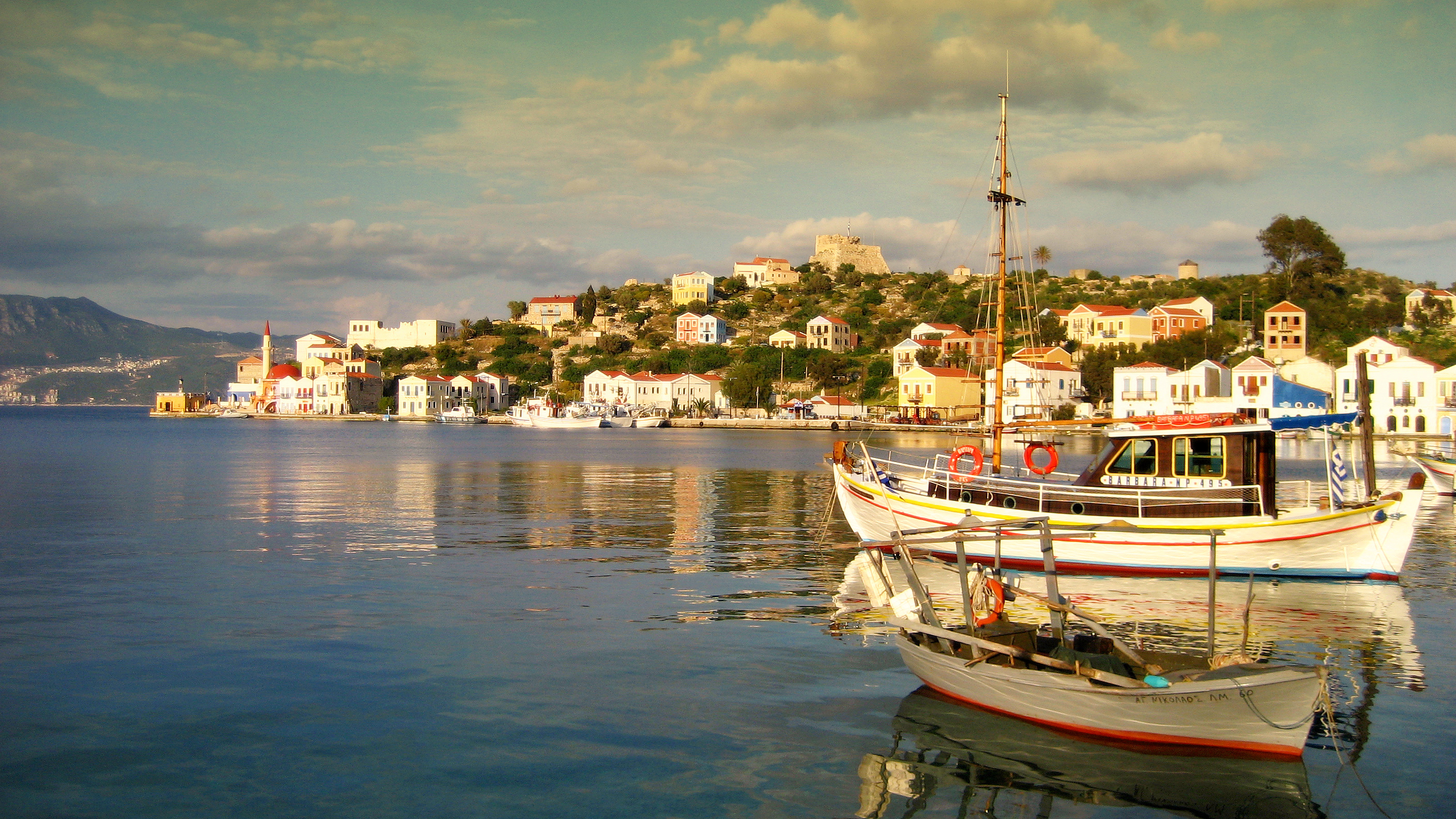
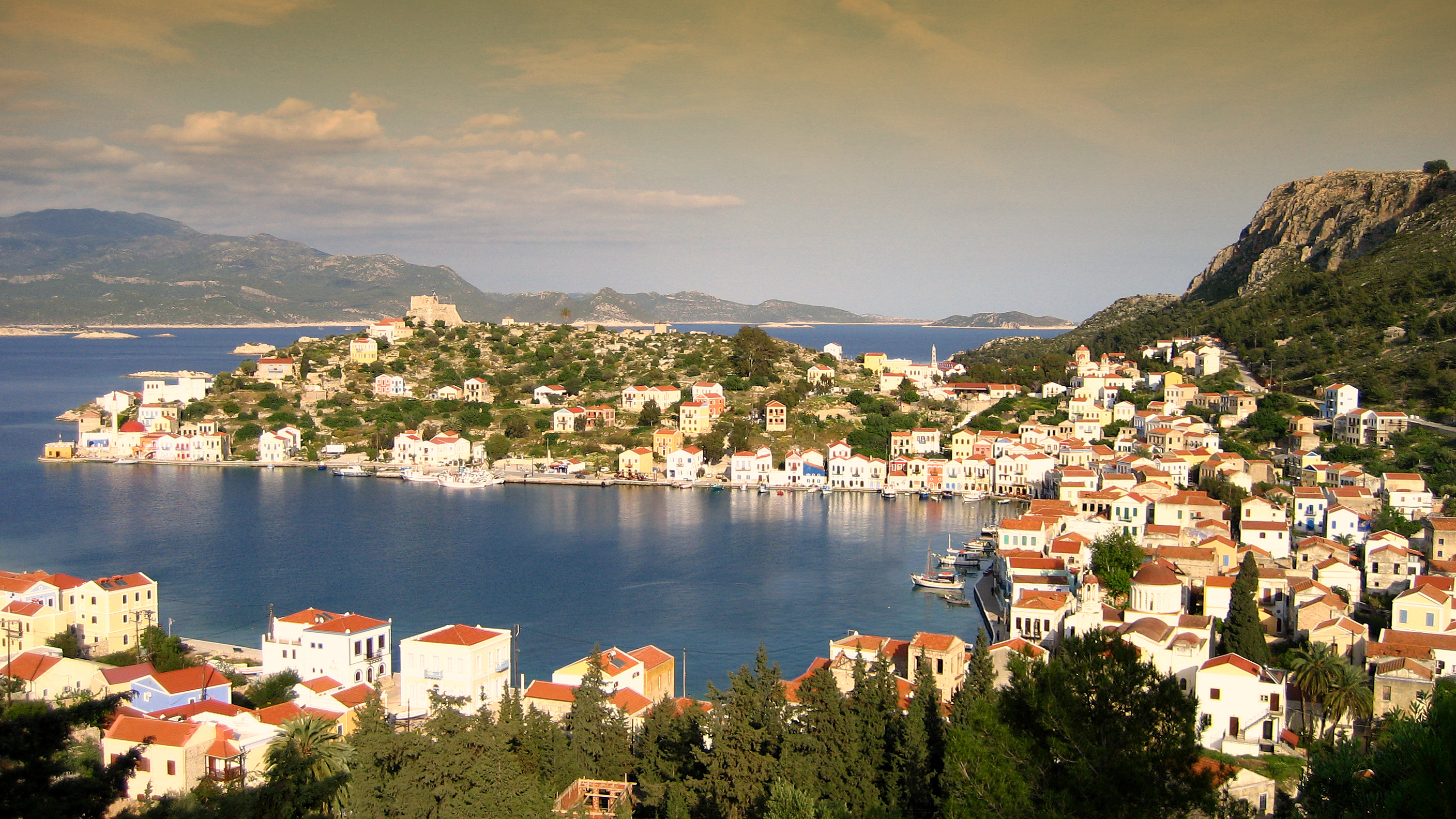
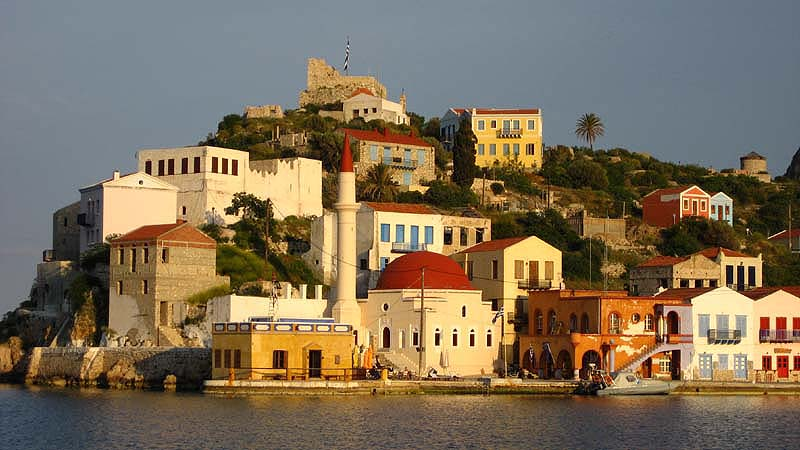
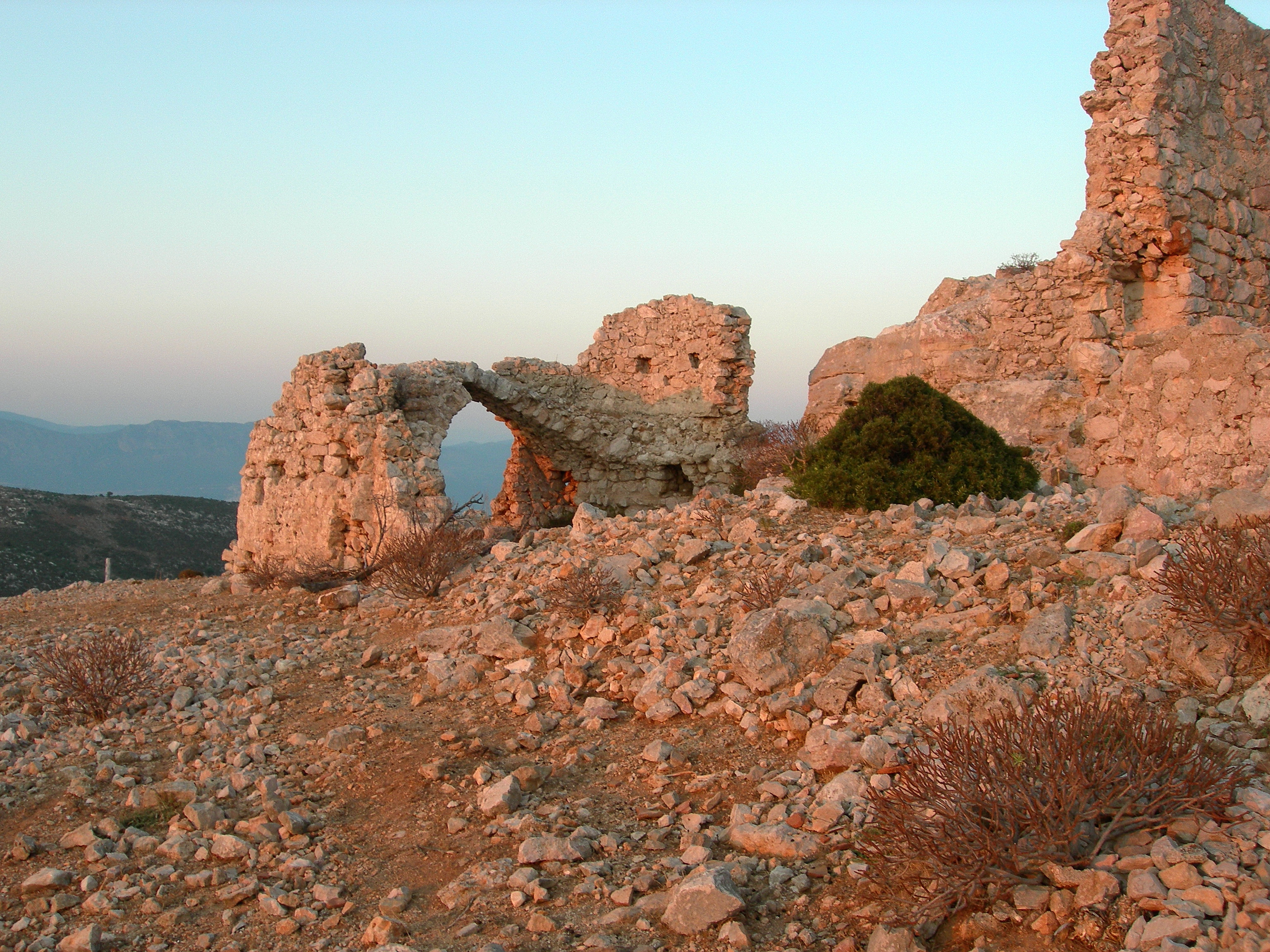
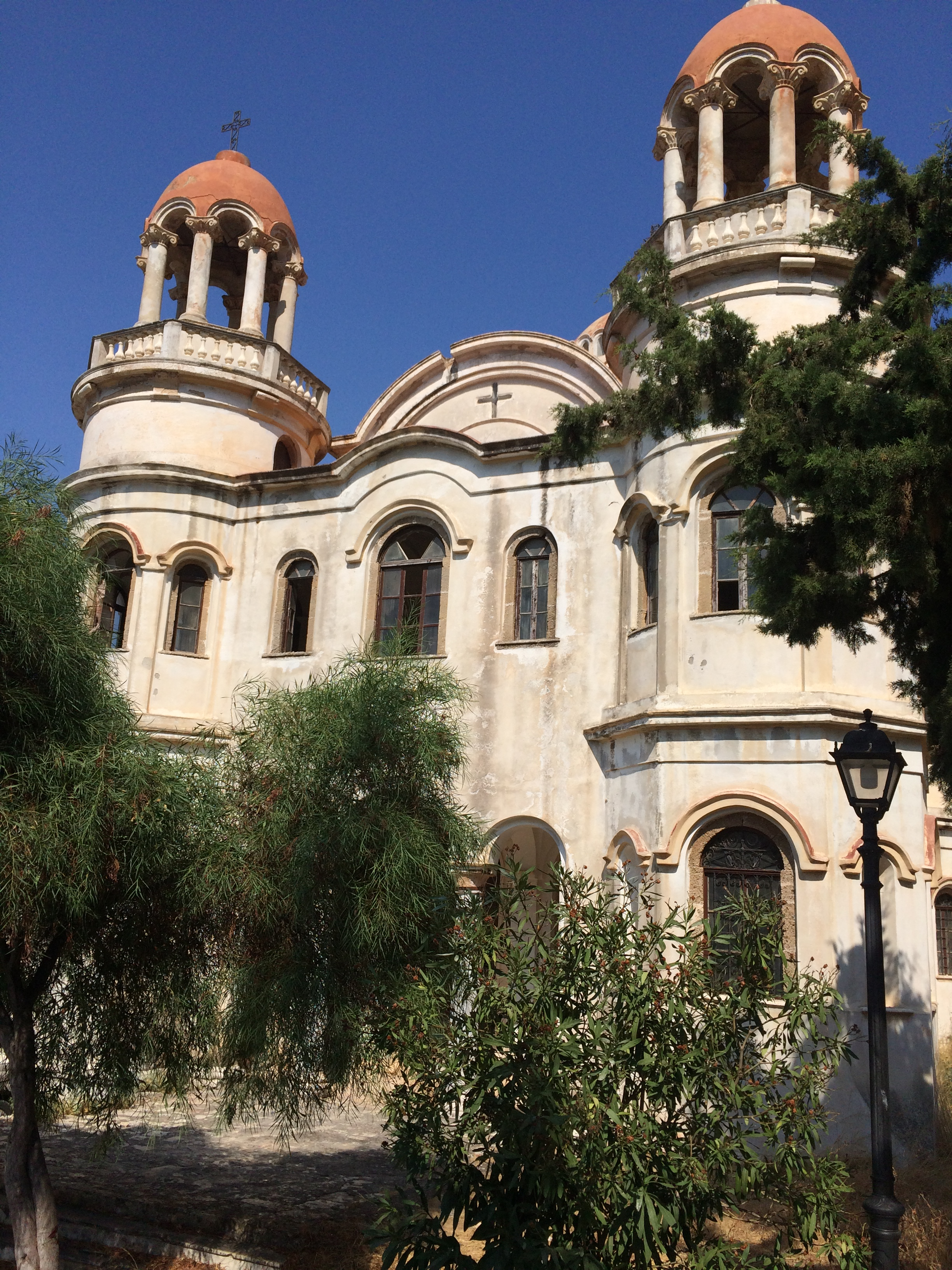
Szent György-templom